# Снежный карниз

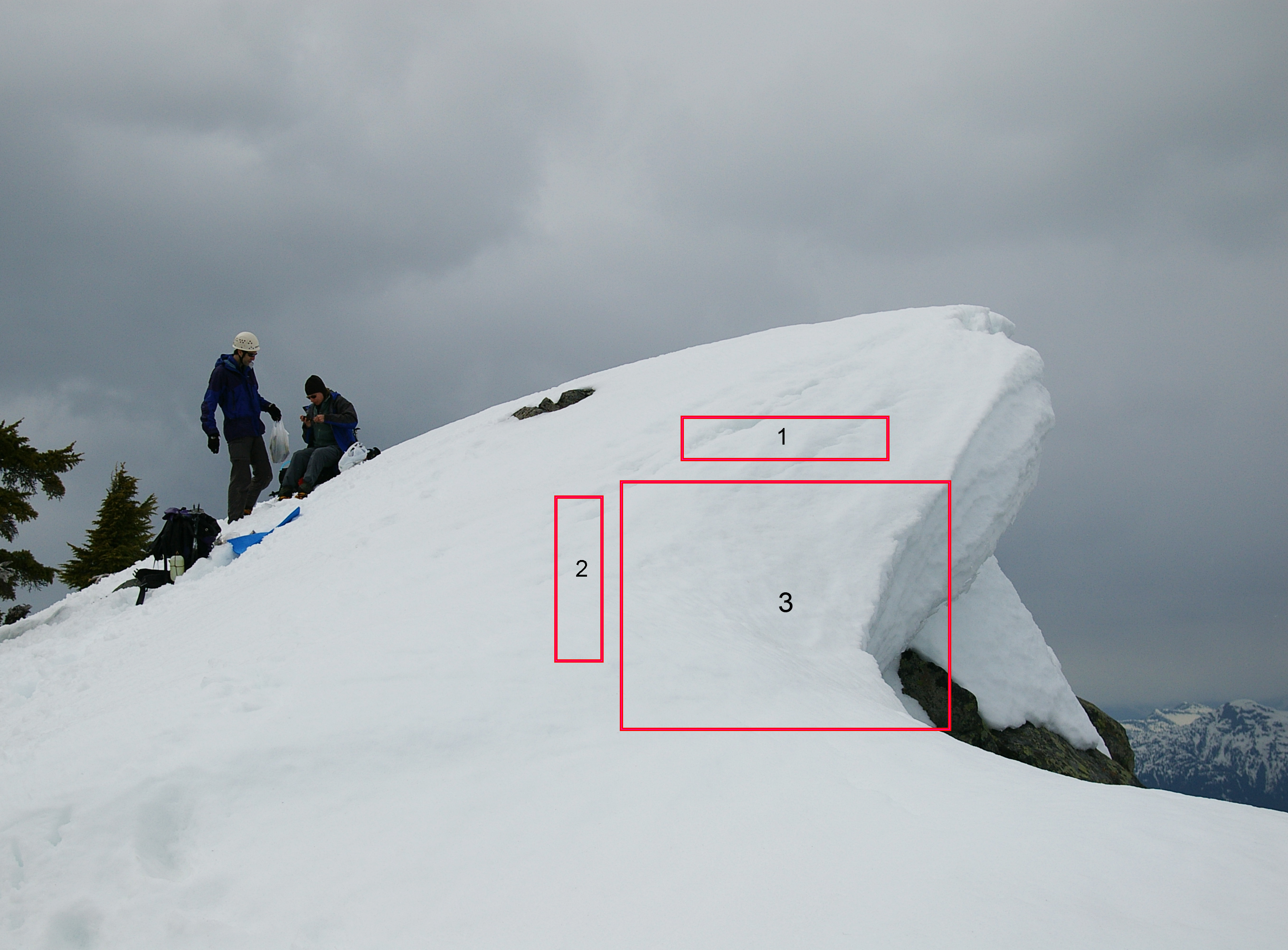
Снежный карниз: 1 — трещины, образовавшиеся перед отрывом карниза; 2 — линия отрыва (ограничивает оставшуюся на гребне часть карниза); 3 — часть карниза, обрушившаяся вскоре после того как был сделан снимок

Снежный карниз — образующиеся под влиянием ветра снежные образования в горах: на гребне, на вершине. Снежные карнизы образуются в результате постоянного переноса снега с наветренной стороны в подветренную.
Карнизы, образующиеся на гребне горы, представляют опасность как для человека, идущего по гребню, так и находящегося ниже гребня, под карнизом.
При ходьбе по гребню, если выйти или наступить за линию отрыва карниза, то под влиянием веса человека карниз может обрушиться вместе с находящимся на нём человеком. Именно так погиб австрийский альпинист Герман Буль.
При нахождении под карнизом также существует опасность обрушения карниза под влиянием изменения температуры или внешнего воздействия. Обрушившийся карниз увлекает за собой массы снега и образует лавину. Так погиб под лавиной на Аннапурне казахстанский альпинист Анатолий Букреев.
В местах катания на горных лыжах и сноуборде лавинные службы следят за состоянием карнизов, если существует опасность их обрушения на горнолыжную трассу. Иногда с целью профилактики их заранее обрушают с помощью взрывов.

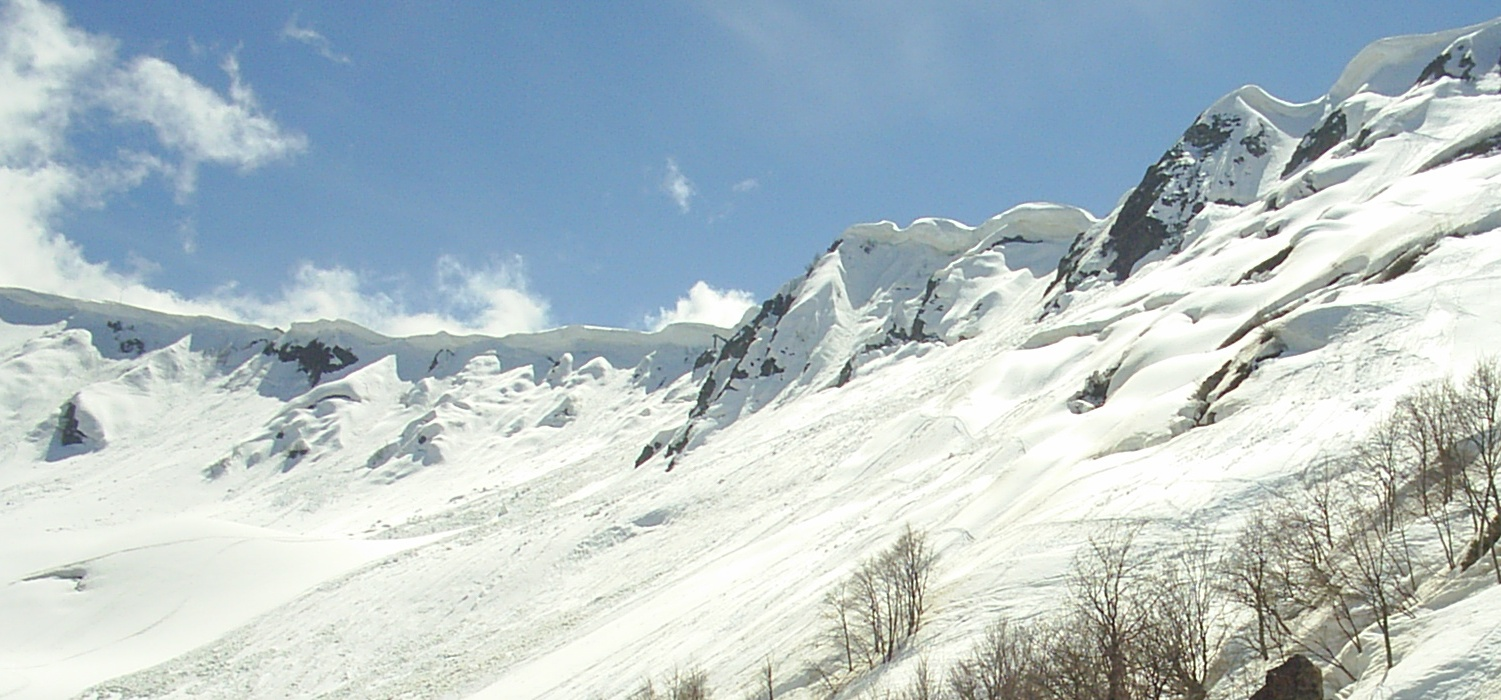
Снежные карнизы на гребне хребта Аибга в районе горнолыжных трасс Альпики-Сервис